# ОШ „10. октобар” Суботица
ОШ „10. октобар” у Суботици је државна образовна установа, основана је 1961. године, одлуком Народног одбора општине Суботице. Настава се у школи обавља на српском и мађарском језику.
У почетку школа је располагала са девет учионица, зборницом, двема канцеларијама, ђачком кухињом. Око зграде се налазио већи комплекс замљишта. Западни део је намењен за парк, а источни део за фискултурни полигон и двориште. Од тог времена школа је променила свој првобитни изглед и обогаћена је многим учионицама и кабинетима. Изграђена је фискултурна сала 1974. године, дограђено је поткровље 1991. године са кабинетом за техничко и ликовно образовање. Осим тога, ту се налазе просторије за боравак деце млађег узраста и канцеларија педагога школе.
Школа је једноспратни објекат са поткровљем, реконструирана је 2002. године, док је кровна конструкција је обновљена 2009. године.
Од школске 2011/2012. године у школи у првом циклусу поступно се уводи двојезична настава, на српском и немачком односно на мађарском и немачком језику. У школској 2015/2016. години сви ученици првог циклуса основног образовања и васпитања и ученици петих разреда обухваћени су у програм двојезичне наставе. 